# Ral·li de les Açores
El Ral·li de les Açores és una prova de ral·li que anualment es disputa, des de 1965, a l'Illa de São Miguel, a l'arxipèlag portuguès de les Illes Açores.
Ha format part, depenent de l'edició, del Campionat de Portugal de Ral·lis, del Campionat de les Açores de Ral·lis, del Campionat d'Europa de Ral·lis o del Intercontinental Rally Challenge.
Originalment va ser designat com a Volta à Ilha de São Miguel, passant a l'actual denominació a partir de 1993.

## Palmarès
| Any  | Pilot                  | Copilot           | Vehicle                    | Cam.        | Ref.        |
| ---- | ---------------------- | ----------------- | -------------------------- | ----------- | ----------- |
| 1965 | Luís Toste Rego        | Zeca Toste        | Fiat 1500                  |             |             |
| 1966 | Luís C. Cordeiro       | António Tavares   | Ford Cortina GT            |             |             |
| 1967 | Luís C. Cordeiro       | António Tavares   | Ford Cortina GT            |             |             |
| 1968 | José Lampreia          | Silva Carvalho    | Renault 8 Gordini          |             |             |
| 1969 | Américo Nunes          | Fernando Fonseca  | Porsche 911 S              |             |             |
| 1970 | Jorge Nascimento       | Manuel Coentro    | BMW 2002                   |             |             |
| 1971 | Raul Mendonça          | Jorge Carreiro    | BMW 2002                   |             |             |
| 1972 | António Borges         | Pedro Garcia      | Porsche 911 S              |             |             |
| 1973 | Giovani Salvi          | Luígi Valle       | Porsche Carrera S          |             |             |
| 1974 | No disputat            | No disputat       | No disputat                | No disputat | No disputat |
| 1975 | Manuel Inácio          | Pina de Morais    | Opel 1904 SR               |             |             |
| 1976 | Giovani Salvi          | António Morais    | Ford Escort RS 2000        |             |             |
| 1977 | Manuel Amaral da Silva | Horácio Franco    | Ford Escort RS 1600        |             |             |
| 1978 | Manuel Amaral da Silva | Horácio Franco    | Ford Escort RS 1600        |             |             |
| 1979 | José Pedro Borges      | Rui Bevilacqua    | Opel Kadett GTE            |             |             |
| 1980 | Mário Silva            | Pedro de Almeida  | Ford Escort RS 1800        |             |             |
| 1981 | Santinho Mendes        | Filipe Lopes      | Datsun 160 J               |             |             |
| 1982 | Joaquim Santos         | Miguel Oliveira   | Ford Escort RS             |             |             |
| 1983 | Joaquim Santos         | Miguel Oliveira   | Ford Escort RS             |             |             |
| 1984 | Joaquim Moutinho       | Edgar Fontes      | Renault 5 Turbo            |             |             |
| 1985 | Joaquim Moutinho       | Edgar Fontes      | Renault 5 Turbo            |             |             |
| 1986 | Jorge Ortigão          | Pedro Perez       | Toyota Corolla GT          |             |             |
| 1987 | Inverno Amaral         | Joaquim Neto      | Renault 11 Turbo           |             |             |
| 1988 | Carlos Bica            | Fernando Prata    | Lancia Delta HF 4WD        |             |             |
| 1989 | Carlos Bica            | Fernando Prata    | Lancia Delta HF 4WD        |             |             |
| 1990 | Carlos Bica            | Fernando Prata    | Lancia Delta HF 4WD        |             |             |
| 1991 | Carlos Bica            | Fernando Prata    | Lancia Delta Integrale     |             |             |
| 1992 | Yves Loubet            | Didier Breton     | Toyota Celica GT4          |             |             |
| 1993 | José Miguel            | António Manuel    | Ford Sierra 4x4            |             |             |
| 1994 | Fernando Peres         | Ricardo Caldeira  | Ford Escort Cosworth       |             |             |
| 1995 | José Miguel            | Carlos Magalhães  | Ford Escort Cosworth       |             |             |
| 1996 | Fernando Peres         | Ricardo Caldeira  | Ford Escort Cosworth       |             |             |
| 1997 | Bruno Thiry            | Stephane Prevot   | Ford Escort Cosworth       | ERC         |             |
| 1998 | Fernando Peres         | Ricardo Caldeira  | Ford Escort WRC            | ERC         |             |
| 1999 | Grégoire de Mevius     | Jean-Marc Fortin  | Subaru Impreza             | ERC         |             |
| 2000 | Markko Märtin          | Michael Park      | Subaru Impreza WRC         | ERC         |             |
| 2001 | Juha Kankkunen         | Juha Repo         | Subaru Impreza WRC         | ERC         |             |
| 2002 | Rui Madeira            | Fernando Prata    | Ford Focus WRC             | ERC         |             |
| 2003 | Fernando Peres         | José Pedro Silva  | Ford Escort Cosworth       | ERC         |             |
| 2004 | Fernando Peres         | José Pedro Silva  | Mitsubishi Lancer Evo VIII | ERC         |             |
| 2005 | Fernando Peres         | José Pedro Silva  | Mitsubishi Lancer Evo VIII | ERC         |             |
| 2006 | Armindo Araújo         | Miguel Ramalho    | Mitsubishi Lancer Evo IX   |             |             |
| 2007 | Fernando Peres         | José Pedro Silva  | Mitsubishi Lancer Evo IX   |             |             |
| 2008 | Bruno Magalhães        | Carlos Magalhães  | Peugeot 207 S2000          |             |             |
| 2009 | Kris Meeke             | Paul Nagle        | Peugeot 207 S2000          | IRC         | [ 1 ]       |
| 2010 | Bruno Magalhães        | Carlos Magalhães  | Peugeot 207 S2000          | IRC         |             |
| 2011 | Juho Hänninen          | Mikko Markkula    | Škoda Fabia S2000          | IRC         | [ 2 ]       |
| 2012 | Andreas Mikkelsen      | Ola Floene        | Škoda Fabia S2000          | IRC         | [ 3 ]       |
| 2013 | Jan Kopecký            | Pavel Dresler     | Škoda Fabia S2000          | ERC         | [ 4 ]       |
| 2014 | Bernardo Sousa         | Hugo Magalhães    | Ford Fiesta RRC            | ERC         | [ 5 ]       |
| 2015 | Craig Breen            | Scott Martin      | Peugeot 208 T16 R5         | ERC         | [ 6 ]       |
| 2016 | Ricardo Moura          | António Costa     | Ford Fiesta R5             | ERC         | [ 7 ]       |
| 2017 | Bruno Magalhães        | Carlos Magalhães  | Škoda Fabia R5             | ERC         | [ 8 ]       |
| 2018 | Aleksei Lukianiuk      | Alexey Arnautov   | Ford Fiesta R5             | ERC         | [ 9 ]       |
| 2019 | Łukasz Habaj           | Danielv Dymurski  | Škoda Fabia R5             | ERC         | [ 10 ]      |
| 2020 | No disputat            | No disputat       | No disputat                | No disputat | No disputat |
| 2021 | Andreas Mikkelsen      | Elliott Edmondson | Škoda Fabia Rally2 evo     | ERC         | [ 11 ]      |
| 2022 | Efrén Llarena          | Sara Fernández    | Škoda Fabia Rally2 evo     | ERC         | [ 12 ]      |
| 2023 | Sébastien Loeb         | Laurène Godey     | Škoda Fabia RS Rally2      |             | [ 13 ]      |